# Manaaraani
Manaaraani (ook: Manarani) is een gehucht van slechts enkele hutten in het District Badhaadhe in de regio Neder-Juba, Jubaland, in het uiterste zuiden van Somalië. Manaaraani ligt aan de kust van de Indische Oceaan, 26,8 km ten noordoosten van Kamboni en 27,7 km ten zuidwesten van Buur Gaabo. Er staat een zendmast in het dorp. Er lopen geen wegen van of naar het dorp, slechts smalle zandpaadjes. Bij het dorp steekt een rotsige punt in zee, Ras of Raas Manaraani (Kaap Manaraani) genoemd.

## Klimaat
Manaaraani heeft een tropisch savanneklimaat met een gemiddelde jaartemperatuur van 27,1°C. De warmste maand is maart met gemiddeld 28,7°C; de koelste maand is juli, gemiddeld 25,6°C. De jaarlijkse neerslag bedraagt ca. 519 mm (ter vergelijking, in Nederland ca. 800 mm). Het droge seizoen is van januari t/m maart, gevolgd door een regenseizoen van april t/m juli. Daarna blijft er regelmatig neerslag vallen met nog een kleine piek in oktober. De natste maand is mei; er valt dan ca. 148 mm, bijna een derde van de jaarlijkse hoeveelheid.